# Ivan Šubašić
Ivan Šubašić (Vukova Gorica, 7 de maio de 1892 - Zagreb, 22 de março de 1955) foi um político croata e iugoslavo, mais conhecido como o último bano da Croácia.
Membro do Partido Camponês Croata (HSS), foi nomeado bano da Croácia após a formação desta nova província em 1939. Mais tarde, durante a Primeira Guerra Mundial, foi primeiro-ministro do último governo real. Pressionado pelos britânicos para alcançar um acordo com Josip Broz Tito para formar um governo de unidade nacional; fez parte deste, entretanto todo o poder esteve nas mãos do primeiro.